# Antoine Boniface Mougins de Roquefort
Antoine Boniface Mougins de Roquefort, né le 21 avril 1732, à Grasse, et mort dans la même ville le 22 septembre 1793, est un prêtre français, député aux États généraux de 1789.

## Biographie
Son frère, Jean Joseph Mougins de Roquefort, sera député du tiers aux États généraux de 1789.
Premier curé de Grasse, député électeur de la sénéchaussée de Grasse, Boniface Antoine Mougins de Roquefort est élu député du clergé aux États généraux par la sénéchaussée de Draguignan, le 27 avril 1789.
Il est l'un des premiers de son ordre à se réunir aux représentants du tiers, et exposa ses sentiments dans les termes suivants (13 juin 1789) : « Messieurs, Il me tardait de me rendre dans la sale nationale pour procéder avec le concours des ordres à la vérification des pouvoirs et travailler de concert à l'œuvre de la régénération publique.
Des motifs de prudence, l'espoir de paroître avec touts nos co-députés avoient suspendu mes démarches sans affaiblir mes sentiments, n'y altérer mes résolutions.
Mais il ne m'est plus permis de différer, je dois céder à mon devoir à l'intérêt de l'État.
Ma joye sera à son comble des que nos pouvoirs, légalement reconnûs, je pourrai côme vrai représentant de la nation, m'occuper sans delay des grands objets qui nous rassemblent, et contribuer avec vous Mrs., mes frères mes amis, à la gloire du throne, au bonheur de l'Etat, à la félicité généralle.
Il me reste un dernier vœu à former, il est digne de l'auguste et sacré ministère que j'exerce.
C'est celuy de l'union générale des sentiments c'est celuy de voir arborer par les classes de touts les citoyens qui composent des Etats-Généraux, l'olivier de la paix et de la concorde.
N'abandonnons jamais, Mrs, ce doux espoir, il serait consolant pour la nation et bien précieux à mon cœur. »
Obligé de demander un congé pour sa santé le 23 septembre 1789, il revient à l'Assemblée le 5 décembre suivant, et vote avec la majorité réformatrice. Il adhère à la constitution civile du clergé, prête le serment le 27 décembre 1790, et est secrétaire de la Constituante le 9 avril 1791.
De retour à Grasse, il meurt peu de temps après.

## Armoiries
| Blason de la famille Mougins de Roquefort | La famille Mougins de Roquefort porte D'or, au peuplier de sinople, soutenu d'un croissant de gueules et accompagné de trois étoiles mal-ordonnées de sable. |